# (11853) Runge
(11853) Runge  es un asteroide perteneciente al cinturón de asteroides, descubierto el 7 de septiembre de 1988 por Freimut Börngen desde el Observatorio Karl Schwarzschild, en Alemania.

## Designación y nombre
Runge se designó inicialmente como 1988 RV1.
Más adelante fue nombrado en honor al pintor alemán  Philipp Otto Runge (1777-1810).

## Características orbitales
Runge orbita a una distancia media del Sol de 2,3267 ua, pudiendo acercarse hasta 2,1412 ua y alejarse hasta 2,5122 ua. Tiene una excentricidad de 0,0797 y una inclinación orbital de 4,5558° grados. Emplea en completar una órbita alrededor del Sol 1296 días.

## Características físicas
Su magnitud absoluta es 14,3.